# الیزابت لوید
الیزابت لوید (انگلیسی: Elisabeth Lloyd؛ زادهٔ ۳ سپتامبر ۱۹۵۶) فیلسوف، استاد دانشگاه، و فلسفه زیست‌شناسی اهل ایالات متحده آمریکا است.